# Microascus cirrosus
Microascus cirrosus är en svampart som beskrevs av Curzi 1930. Microascus cirrosus ingår i släktet Microascus och familjen Microascaceae.   Inga underarter finns listade i Catalogue of Life.